# Ancillotti
Ancillotti fou una empresa italiana fabricant de motocicletes, especialment de fora d'asfalt, que tingué activitat entre el 1967 i el 1985. El 1992, la marca va renéixer aplicada a bicicletes tot terreny.

## Història

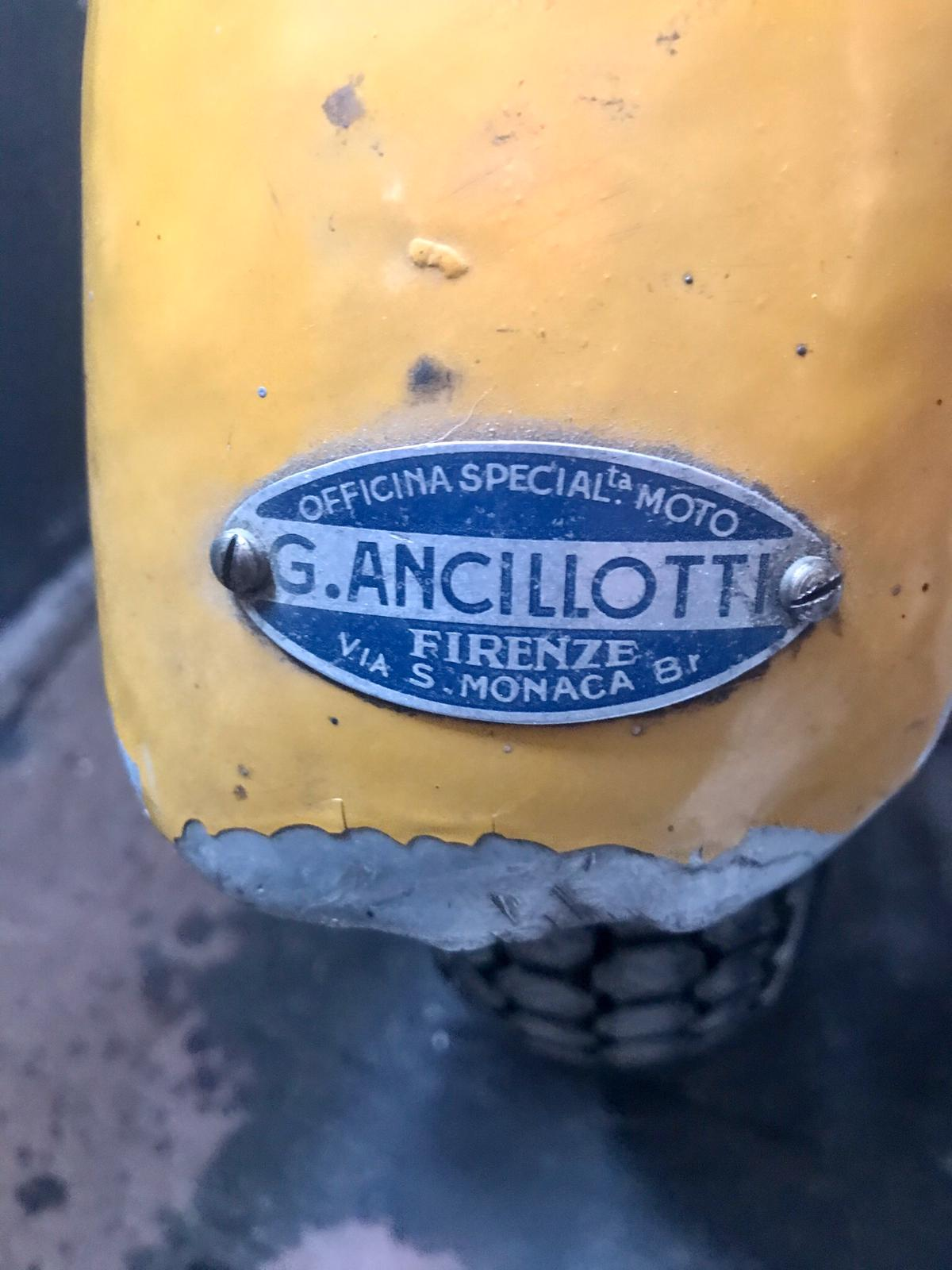
Distintiu de la marca al parafang posterior de la Lambretta Ancillotti 250cc Special que va aconseguir els rècords a Elvington el 1966

Els orígens de la companyia es remunten a començaments del segle xx, quan Ernesto Ancillotti va crear el 1907 a San Frediano, un barri històric de Florència, una empresa per al manteniment dels primers vehicles que succeïen als antics carruatges de cavalls.
El fill d'Ernesto, Gualtiero, després d'haver-se format com a mecànic de precisió als tallers de Dorini, va decidir seguir els passos del seu pare i durant el període d'entreguerres va obrir un taller des del qual es donà a conèixer tant com a reparador com a constructor de motocicletes. Va produir la primera Harley Davidson modificada amb bastidor elàstic en comptes de rígid, i després es va dedicar al món dels karts tot construint xassissos equipats amb un motor de dos temps derivat de motocicleta, mentre el seu fill Piero dirigia el negoci. L'experiència adquirida d'aquesta manera amb motors de dos temps va permetre la creació de les Lambretta més ràpides de l'època, capaces de conquerir el 1966 a Anglaterra (a Elvington, North Yorkshire) el rècord de velocitat del quart de milla des de zero i el del quilòmetre llançat.
El següent pas va ser l'especialització en la producció de culates i cilindres per a preparacions esportives amb la primera producció artesanal de models de motos per a fora d'asfalt i la creació el 1967 de l'empresa "Costruzioni moto G. Ancillotti". La producció es va iniciar a escala artesanal i el seu primer model de moto d'èxit comercial va ser l'Scarab. Foren importants per a la història de la companyia els acords de subministrament signats amb el fabricant de motors Sachs, i amb el de components diversos Polini per a la xarxa de distribució. L'augment de comandes va fer que la companyia es traslladés a unes noves instal·lacions amb línia de muntatge a Sambuca Val di Pesa, no gaire lluny de Florència.

### Dècades del 1970 i 1980

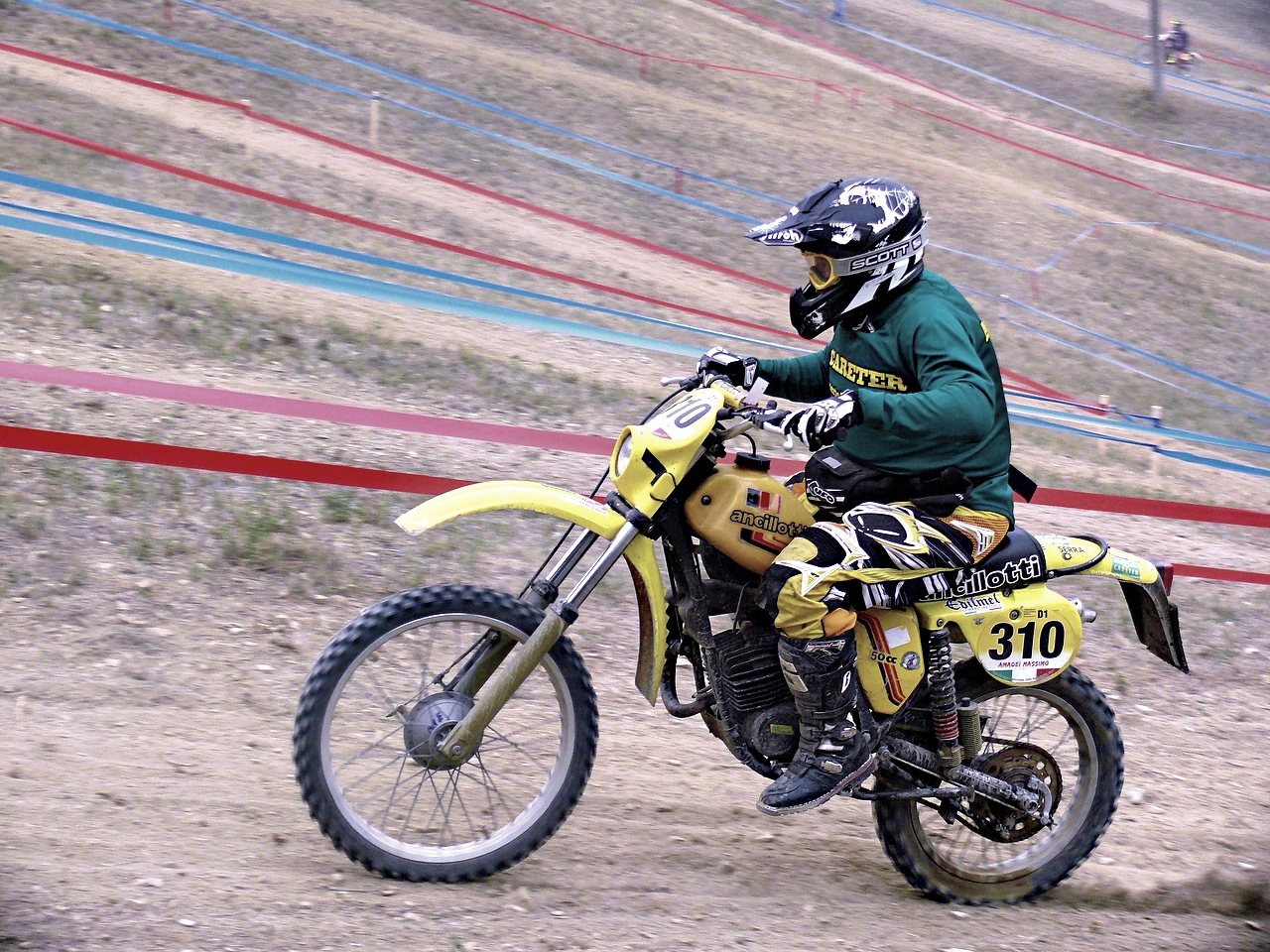
Una Ancillotti 50 dels volts de 1981, en un enduro "vintage" a Itàlia el 2017

Durant la dècada del 1970, l'etapa més reeixida de la marca, Ancillotti va aconseguir nombroses victòries en competicions nacionals i internacionals, amb la conquesta d'una llarga sèrie de títols estatals de motocròs i regularitat a Itàlia, Espanya, França, Suècia i Finlàndia. Mentrestant, també s'havien posat al mercat models de trial, així com de ciclomotors. La producció estimada havia arribat a les 3.000 unitats a l'any i se centrava en models de 50 a 125 cc i també, des de mitjan dècada, de fins a 250 cc de cilindrada.
En total, entre el 1968 i el 1985, Ancillotti va comercialitzar 26 models diferents a banda dels específics de competició; la producció total ronda les 40.000 unitats.
Alberto Ancillotti va presentar diverses patents sota la seva firma: la primera va ser un típic silenciador d'expansió per a la Lambretta i després va venir l'ús de rodaments de rodets cònics per a la direcció; el basculant posterior oscil·lant amb suports de goma ("silentblocks"); el tub de direcció d'angle ajustable suspès en silentblocks; un sistema de palanques activades per al fre posterior per a evitar que la moto s'aixequi del darrere en la frenada (el "Pro Dive") i, finalment, el més reeixit, el sistema de suspensió progressiva activat per tracció des del braç articulat, el Pull Shock de 1979, ara adoptat universalment.
El període posterior de crisi, causat, entre altres motius, per la forta competència al mercat dels fabricants japonesos de motocicletes, va provocar el tancament de la planta de producció el 1985. Després del tancament de la planta de Sambuca i de l'empresa Ancillotti Motorcycles, la marca Ancillotti continuà sent propietat dels germans Alberto i Piero Ancillotti.

### Bicicletes
El 1991, després d'un període de distanciament de la mecànica, Alberto Ancillotti, empès pel seu fill Tomaso, que volia una BTT amb suspensió, va començar a dissenyar i construir diversos models de bicicleta, tots ells precursors avançats dels actuals models amb suspensió integral ("Full Suspended"). Ja al primer any de competició, va arribar un títol mundial de Downhill amb Giovanna Bonazzi i també un bronze amb Lorenzo Orlando. Des de 1992, la marca Ancillotti ha estat molt activa en les principals competicions nacionals i internacionals de ciclisme de muntanya, tenint entre els seus corredors a Brook Macdonald i Wyn Masters (el primer, campió del món).
El 2005, els germans Ancillotti van vendre la marca a Roberto Giliberti, de Florència, el qual li'n va cedir al fill d'Alberto Ancillotti, Tomaso, una llicència per a la construcció artesanal d'una sèrie limitada de bicicletes de competició d'alumini. Al gener de 2009, Roberto Giliberti formalitzà la marca Ancillotti amb una societat anònima, Ancillotti Motorcycles srl. El mateix any es va presentar un nou model de motocicleta al l'EICMA de Milà, la cross competizione, la primera moto de la història de la marca florentina que no havia estat dissenyada per Alberto Ancillotti sinó per un altre tècnic, Marco Baglioni. Malgrat tot, el model es va mantenir com a prototip sense entrar en producció.
El 2019, després d'una llarga negociació que havia començat el 2015, Roberto Giliberti li va vendre la marca Ancillotti i la companyia Ancillotti Motorcycles a un nou propietari